# سوريش شارما
سوريش شارما (10 يونيو 1944 - ) هو لاعب كريكت هندي.

## وصلات خارجية
- سوريش شارما على موقع إي آس بي آن كريك إنفو (الإنجليزية)